# The Beast (2023)
The Beast (Originaltitel La Bête) ist ein französisch-kanadischer Science-Fiction-Film von Bertrand Bonello, der lose auf einer Kurzgeschichte von Henry James basiert. Der auf drei Zeitebenen spielende Film mit Léa Seydoux in der Hauptrolle, die ihre DNA reinigen lassen will, um sich von der Last intensiver Gefühle zu befreien, feierte im September 2023 bei den Internationalen Filmfestspielen in Venedig seine Premiere, wurde im gleichen Monat beim Toronto International Film Festival gezeigt und kam Ende Februar 2024 in die französischen Kinos. Der Kinostart in Deutschland erfolgte im Oktober 2024.

## Handlung
Im Jahr 2044. Die Menschen bewegen sich nur noch mit Gasmasken durch das leergefegte Paris. Es herrscht eine hohe Arbeitslosigkeit, weil eine KI nicht nur alle gesellschaftlichen Fragen bestimmt, sondern viele Aufgaben auch direkt selbst erledigt und die Verteilung der übrigen Arbeit übernimmt.
Gabrielle Monnier, die für die Temperaturprüfung von Schaltkreisen zuständig ist, hätte lieber einen anspruchsvolleren Job. Dafür muss sie jedoch zunächst ihre DNA „reinigen“ lassen, da in dieser Welt Emotionen zu einer Bedrohung geworden sind, hindern sie die Menschen doch daran, vollkommen rationale und damit KI-konforme Entscheidungen zu treffen. Bei dem Prozess versetzt sie eine Maschine in gedanklichen Zeitreisen in ihre früheren Leben zurück, um sie mögliche Traumata verarbeiten zu lassen, die tief in ihrer DNA verankert sind.
Ihre Reinigung beginnt im Jahr 1910, kurz vor der großen Flut. Gabrielle lebt in Paris, ist mit einem wohlhabenden Puppenfabrikanten verheiratet, der lebensecht wirkende Puppen aus Kunststoff fertigt, und verkehrt als brillante Pianistin mit einem Faible für Arnold Schönberg in den vornehmen Kreisen der Gesellschaft. Im Jahr 2014 ist Gabrielle Model und Schauspielerin und arbeitet in Los Angeles. Immer wieder begegnet sie dabei Louis Lewinsky.

## Produktion

### Literarische Vorlage und Filmstab
Es handelt sich bei dem Film um eine freie Adaption der Kurzgeschichte The Beast in the Jungle von Henry James. Patric Chiha verfilmte im gleichen Jahr unter dem Titel Das Tier im Dschungel die gleiche Kurzgeschichte von James.
Regie führte Bertrand Bonello, der gemeinsam mit Guillaume Bréaud und Benjamin Charbit auch das an der Prämisse der Kurzgeschichte von James orientierte Drehbuch schrieb. Bei The Beast handelt es sich um den neunten Spielfilm des französischen Regisseurs. Charbit arbeite zuletzt an den Drehbüchern für das Filmdrama Gagarin – Einmal schwerelos und zurück von Fanny Liatard und Jérémy Trouilhund und die Filmkomödie Lieber Antoine als gar keinen Ärger von Pierre Salvadori, Bréaud für Eine fatale Entscheidung von Xavier Beauvois, Ein gefährliches Leben von Thierry de Peretti und Des Apaches von  Nassim Amaouche.

### Besetzung und Dreharbeiten
Léa Seydoux spielt in der weiblichen Hauptrolle Gabrielle Monnier und George MacKay in der männlichen Louis Lewinsky. Der Brite lernte für die Rolle eigens Französisch. Seine Figur ist an Elliot Rodger angelehnt, einem selbsternannten Incel, einem „unfreiwillig Zölibatären“, der im Jahr 2014 als 22-Jähriger beim Amoklauf von Isla Vista in der Nähe des Campus der University of California in Santa Barbara sechs Menschen und später sich selbst tötete. Auch ein Gespräch zu Beginn des Films ist Rodgers 141 Seiten umfassendem „Manifest“ mit dem Titel My Twisted World: The Story of Elliot Rodger (engl. für „Meine verkehrte Welt: Die Geschichte des Elliot Rodger“) entlehnt. In dem im Jahr 2044 spielenden Teil des Films ist Guslagie Malanda als „Poupée Kelly“ zu sehen, die sich mit Gabrielle anfreundet. Elina Löwensohn spielt die Wahrsagerin, an die sich Gabrielle im Jahr 1910 wendet. In dem im Jahr 2014 spielenden Teil des Films hat die Schauspielerin und Moderatorin des US-amerikanischen Podcasts „Red Scare“ Dasha Nekrasova einen Cameo-Auftritt als Dakota.
Die Dreharbeiten wurden im August 2022 in Paris begonnen. Als Kamerafrau fungierte Josée Deshaies, mit der Bonello bereits für mehrere seiner Filme zusammenarbeitete, so für Der Pornograph, Haus der Sünde und Saint Laurent. Zuletzt war sie für Memory Box von Joana Hadjithomas und Khalil Joreige und Passages von Ira Sachs tätig.

### Filmmusik und Veröffentlichung
Die Filmmusik schrieb der Regisseur gemeinsam mit seiner Tochter Anna Bonello. Als ständige Hintergrundmusik verwendet der Film ein Lied von Roy Orbison, das in einem Karaoke-Kanal läuft, den Gabrielle hört. Das Soundtrack-Album soll am 7. Februar 2024 von Love Theme Music als Download veröffentlicht werden.
Die Weltpremiere fand am 3. September 2023 bei den Internationalen Filmfestspielen in Venedig statt, wo der Film in den Hauptwettbewerb eingeladen wurde. Zuvor war La Bête vom Filmfestival von Cannes abgelehnt worden. Ebenfalls im September 2023 wurde er beim Toronto International Film Festival und beim Bucharest International Film Festival vorgestellt. Anfang Oktober 2023 wurde der Film beim Filmfest Hamburg im Programmformat „Gegenwartskino im Fokus“ gezeigt. Ebenfalls im Oktober 2023 wurde er beim London Film Festival, beim New York Film Festival und beim Busan International Film Festival gezeigt. Am 28. Februar 2024 kam der Film unter dem Titel La Bête in die französischen Kinos. Im März 2024 wurde der Film beim Glasgow Film Festival gezeigt. Am 5. April 2024 kam er unter dem Titel The Beast in die US-Kinos. Ebenfalls im April 2024 wurde er beim Lichter Filmfest gezeigt. Ende Juni, Anfang Juli 2024 wurde er beim Karlovy Vary International Film Festival vorgestellt. Ende August, Anfang September 2024 wird er beim New Zealand International Film Festival gezeigt. Der Kinostart in Deutschland war am 10. Oktober 2024.

## Rezeption

### Kritiken
Von den bei Rotten Tomatoes aufgeführten Kritiken sind 86 Prozent positiv bei einer durchschnittlichen Bewertung mit 8,2 von 10 möglichen Punkten. Auf Metacritic erhielt der Film einen Metascore von 80 von 100 möglichen Punkten.
David Ehrlich schreibt in seiner Kritik bei IndieWire, Regisseur Bertrand Bonello habe erkannt, dass Léa Seydoux’ Schönheit zu außergewöhnlich ist, um veränderlich zu sein, weshalb er sie zur einzigen Konstante in einem Film gemacht habe, der immer wieder die Distanz zwischen Menschen und ihren Ängsten zeigt. Gabrielle sei die einzige Figur im Film, deren Gefühlsleben linear ist, auch wenn sie mit jeder weiteren Inkarnation lerne, wie verletzlich sie sei. George MacKays Figur weise sich nicht durch deren Starrheit, sondern durch seine Wandelbarkeit aus und entwickle sich von einem  Opfer zu einem von Gabrielle erschaffenen Monster. Einmal trete Louis als schneidiger Gentleman auf, dann als furchterregender Soziopath und dann wieder als ein völliges Unschuldslamm.

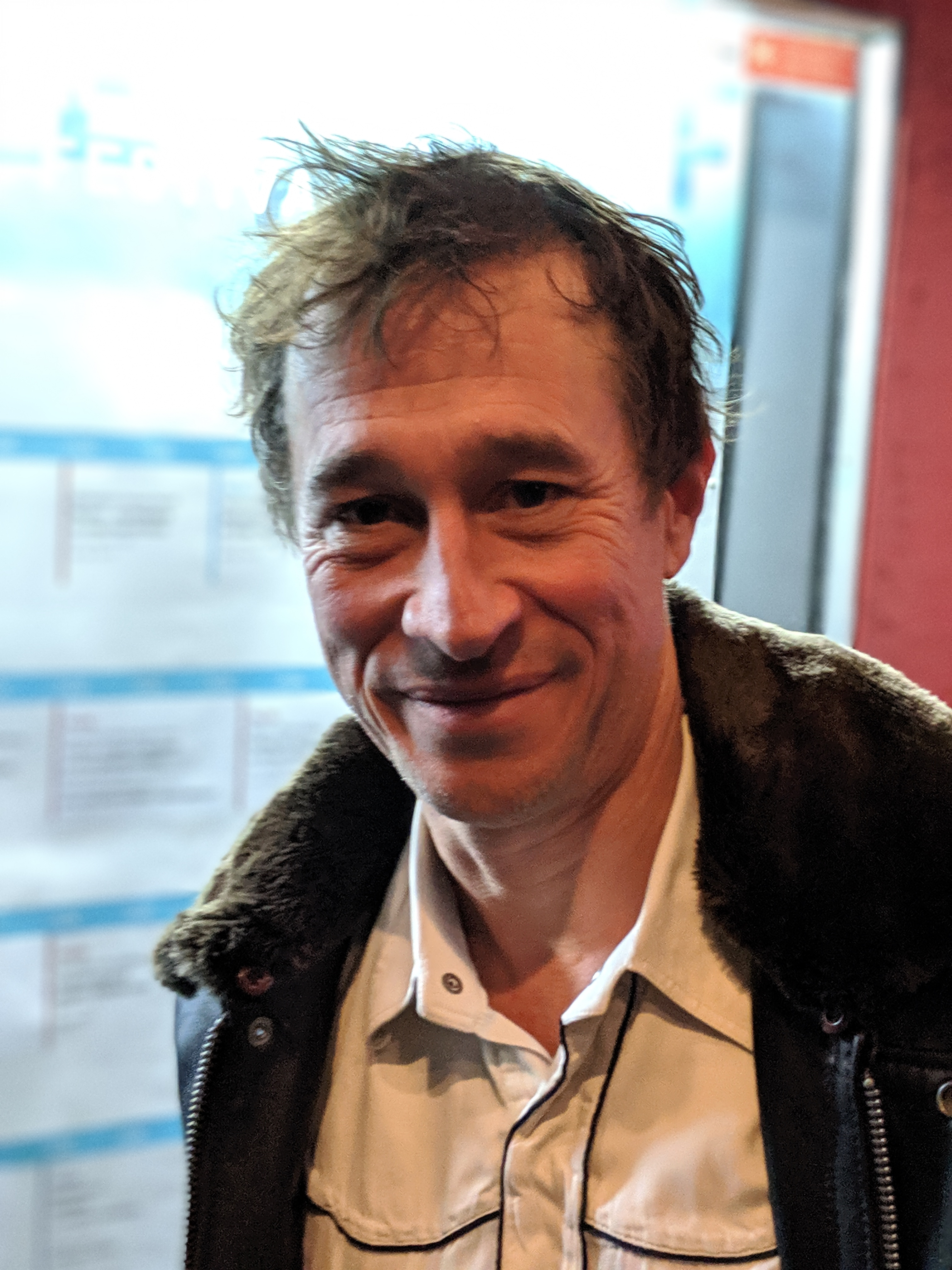
Regisseur Bertrand Bonello

Christoph Petersen von Filmstarts schreibt in seiner Kritik, The Beast sei ein durch und durch verkopfter Film, in dem die Gefühle konsequent auf Sparflamme köcheln und dem sich die Schauspieler mit ihren Performances anpassen. Der Film entwickle sich zunehmend fast zum Slasher-Horror, nur dass Bonello weiterhin mit surrealen Störeffekten, wie z. B. sich plötzlich in Dauerschleife wiederholenden Einstellungen, arbeitet, wodurch man einen Hauch von Funny Games spüre. Auch bemerkt Petersen das Integrieren von Szenen aus der Jackass-Parodie Trash Humpers von Spring-Breakers-Regisseur Harmony Korine. So würden die möglichen Interpretationsmöglichkeiten exponentiell immer weiter anwachsen, und letztlich sei The Beast ein zu gleichen Teilen faszinierendes und frustrierendes, aber dafür garantiert einmaliges Leinwanderlebnis.
Peter Bradshaw schreibt im Guardian, der Film sei nur in einem sehr indirekten Sinne jamesianisch. Die Welt dieses Films ähnele vielmehr der schönen neuen von Huxley oder der ertrunkenen von Ballard, und habe etwas von dem von Douglas Coupland beschriebenen Niedergang menschlicher Gefühle in der Zukunft. Ein wenig orientiere sich Bonello bei seiner Arbeit an David Lynchs Mulholland Drive und Michael Hanekes Funny Games, und die aus Vergangenheit, Gegenwart und Zukunft bestehende, dreiteilige Struktur habe er womöglich von Jia Zhangkes futuristischer Parabel Mountains May Depart übernommen.
Jordan Mintzer schreibt in The Hollywood Reporter, wie bei Saint Laurent und den anderen Filmen des Regisseurs beweise Bonello auch bei The Beast sein handwerkliches Können und hebt ebenso die stilvolle Innenausstattung der Szenenbildnerin Katia Wyszkop und die fließende, das Seitenverhältnis wechselnde Arbeit von Kamerafrau Josée Deshaies hervor.
Im IndieWire Critics Poll 2024 landete The Beast auf dem fünften Platz bei den internationalen Filmen.

### Auszeichnungen
Bordeaux International Independent Film Festival 2023
- Nominierung im Contrebande Competition[33]

Boston Online Film Critics Association Awards 2024
- Auszeichnung als Bester internationaler Film[34]

César 2025
- Nominierung für die Besten visuellen Effekte

Chicago Film Critics Association Awards 2024
- Nominierung für das Beste adaptierte Drehbuch (Bertrand Bonello, Guillaume Bréaud und Benjamin Charbit)
- Nominierung als Beste Hauptdarstellerin (Léa Seydoux)[35]

Festival international du film de La Roche-sur-Yon 2023
- Special Jury Prize im Internationalen Wettbewerb[36]

Florida Film Critics Circle Awards 2024
- Auszeichnung als Bester Film
- Auszeichnung für die Beste Regie (Bertrand Bonello)
- Auszeichnung als Beste Schauspielerin (Léa Seydoux)
- Nominierung für das Beste adaptierte Drehbuch (Bertrand Bonello, Benjamin Charbit und Guillaume Bréaud)
- Nominierung für das Beste Szenenbild[37]

International Cinephile Society Awards 2025
- Nominierung als Bester Film
- Nominierung für die Beste Regie (Bertrand Bonello)
- Nominierung als Beste Schauspielerin (Léa Seydoux)
- Nominierung für das Beste adaptierte Drehbuch (Bertrand Bonello, Benjamin Charbit und Guillaume Bréaud)
- Nominierung für das Beste Szenenbild (Katia Wyszkop)[38]

Internationale Filmfestspiele von Venedig 2023
- Nominierung im Wettbewerb um den Goldenen Löwen

Prix Lumières 2025
- Nominierung für die Beste Filmmusik (Bertrand Bonello und Anna Bonello)
- Nominierung für die Beste Kamera (Josée Deshaies)[39]

Seattle Film Critics Society Awards 2024
- Nominierung als Bester Film (Bertrand Bonello)
- Nominierung für die Beste Regie (Bertrand Bonello)
- Nominierung als Bester Hauptdarsteller (George MacKay)
- Nominierung als Beste Hauptdarstellerin (Léa Seydoux)
- Nominierung als Bester internationaler Film (Bertrand Bonello)[40]

Semana Internacional de Cine de Valladolid 2023
- Auszeichnung als Beste weibliche Darstellerin (Léa Seydoux)[41]